# Alíssovo
Alíssovo (en rus: Алисово) és un poble de l'óblast de Kursk, a Rússia, que en el cens del 2010 tenia 39 habitants. Pertany al districte rural de Fatej.